# Budapest Wolves
Die Budapest Wolves sind ein ungarischer American-Football-Club aus der Hauptstadt Budapest, gegründet wurde das Team 2004.

## Geschichte
Da es 2004 im eigenen Land noch keine Konkurrenten gab, ersuchte der ungarische Verein um Teilnahme in der Austrian Football League und erhielt vom American Football Bund Österreich noch im Gründungsjahr die Erlaubnis, als Gastteam an der Meisterschaft der Division II, die dritte Spielstufe nach der AFL und der Division I, teilnehmen zu dürfen. 2005 unterlagen die Wolves im Spiel um den Challenge Bowl nur der zweiten Mannschaft der Tyrolean Raiders (6:24) und sicherten sich damit in ihrem zweiten Meisterschaftsjahr das Aufstiegsrecht in die zweite Spielklasse.
Die Heimspiele werden im „Wolves Stadion Nepliget“ ausgetragen und regelmäßig von etwa 2.000 bis 4.000 Zuschauern besucht. 2005 wurde in Ungarn mit der MAFL (Magyarországi Amerikai Futballcsapatok Ligája) erstmals eine eigene Meisterschaft installiert, wobei die Wolves nur an den Spielen um den I. Hungarian Bowl im Herbst teilnahmen und dabei auch gegen die Debrecen Gladiators siegreich blieben. Seit 2008 spielt das Team in der MAFL Division I, die zweite Mannschaft spielt in der 2. Liga. Gleichzeitig spielen die Wolves in der Central European Football League.
2015 konnte man die österreichische Iron Bowl gewinnen und stieg somit in die Austrian Football League Division 1 auf. Nachdem die Mannschaft 2017 den letzten Platz belegt hatte, stand der Abstieg in die AFL Division 2 bevor. Der Verein entschied sich allerdings komplett aus der österreichischen Liga auszusteigen.

## Mannschaften
Football
- Budapest Wolves (Herren)
- Budapest Wolves II (Herren)
- Budapest Wolves Ladies (Damen)
- Budapest Wolves Junior (U19, U17, U16, U13)
- Budapest Wolves Flag (Flag Football)

Andere Sportarten
- Budapest Wolves Cheer (Cheerleading)
- Budapest Wolves Handball / Handball Ladies
- Budapest Wolves Red Baseball / Softball